# Grimston (North Yorkshire)
Grimston is een civil parish in het bestuurlijke gebied Ryedale, in het Engelse graafschap North Yorkshire met 50 inwoners.